# Cheritra aenigma
Cheritra aenigma är en fjärilsart som beskrevs av Cowan 1967. Cheritra aenigma ingår i släktet Cheritra och familjen juvelvingar. Inga underarter finns listade i Catalogue of Life.